# Montaldo di Mondovì
Montaldo di Mondovì är en ort och kommun i provinsen Cuneo i regionen Piemonte i Italien. Kommunen hade 556 invånare (2018).